# Manish Pushkale
 (décembre 2023).
Manish Pushkale (hindi : मनीष पुशकाले ; translittération ISO-15919 : manīṣa puśakālē), né le 26 octobre 1973 à Bhopal, dans l'état du Madhya Pradesh en Inde, est un artiste plasticien indien, diplômé en géologie, qui a principalement développé sa sensibilité artistique au sein du complexe artistique Bharat Bhavan (en).

## Œuvre
Il trouve ses sources d'inspiration dans l'art de son État, telles que les abris sous roche préhistoriques de Bhimbetka, et la stupa antique de Sanshi. Ses thèmes sont la genèse, le progrès et le changement, et est influencé dans son travail par ses études en archéologie et géologie et ses impressions personnelles.

## Biographie
Né le 26 octobre 1973,. Il est diplômé d'une maîtrise en géologie à l'Université Barkatullah (en) de Bhopal,
Manish Pushkale commence sa carrière artistique, sans aucune formation, autre que sa sensibilité personnelle, au sein du complexe artistique Bharat Bhavan (en).
Il participe au projet « Image et imagination » en tant qu'artiste à résidence, à Nantes, d'avril à juin 2014, au sein de l'Institut d'études avancées de Nantes, un laboratoire de l'Université de Nantes.
En 2016, il représente l'art en Inde, au Festival de l'Inde en France, lors d'une exposition au musée municipal de Guéthary (Pyrénées-Atlantiques), en collaboration avec la galerie Akar Prakar et ICCR.
Il expose à la galerie Akara Prakar, à Delhi du 31 janvier au 25 février 2017 at Akar Prakar, dans une exposition intitulée « The Painter of Light ».
D'octobre 2023 à mars 2024, il expose au Musée Guimet une œuvre  peintre monumentale de plusieurs mètres, constitué d'une structure pliante, à la façon d’un leporello ou d’un paravent, qui donne naissance à un parcours sensoriel,

## Ouvrages
- (hi) Manish Pushkale, Safed Saakhi, Vani Prakashan, 2011, 164 p. (ISBN 978-9350007778)
- (hi) Manish Pushkale, Akath, Vani Prakashan, 2013 (ISBN 978-9350724347)
- (hi) Manish Pushkale, आगे जो पीछे था (āgē jō pīchē thā), भारतीय जनपित (bhāratīya janapita),‎ 2016, 112 p. (ISBN 978-9326354905)
- (hi) Manish Pushkale et Surya Prakashan Mandir, Ko Dekhta Raha, 2016

## Récompenses
- Prix de la Raza Foundation en 2022[9]